# Stausee-Rundfahrt Klingnau
De Stausee-Rundfahrt Klingnau was een eendaagse wielerwedstrijd in Aargau, Zwitserland, die jaarlijks werd verreden in maart. De laatste editie, in 2005, was onderdeel van de nieuwe UCI Europe Tour, met een classificatie van 1.1. De koers werd gewonnen door de Italiaan Danilo Napolitano.
Gerrit Möhlmann was de enige Nederlander die de wedstrijd wist te winnen, in 1978. Vijf jaar eerder (1973) had de enige Belg er gezegevierd, Yvan Ronsse. De Zwitser Gilbert Glaus is met vier overwinningen de recordhouder.

## Lijst van winnaars

### Meervoudige winnaars
| Overwinningen | Renner         | Land        | Jaren                  |
| ------------- | -------------- | ----------- | ---------------------- |
| 4             | Gilbert Glaus  | Zwitserland | 1979, 1981, 1989, 1992 |
| 2             | Fritz Zbinden  | Zwitserland | 1949, 1951             |
| 2             | Benno Wiss     | Zwitserland | 1983, 1984             |
| 2             | Andris Naudužs | Letland     | 2001, 2004             |

### Overwinningen per land
| Overwinningen | Land                        |
| ------------- | --------------------------- |
| 44            | Zwitserland                 |
| 3             | Italië, Duitsland           |
| 2             | Letland                     |
| 1             | België, Nederland, Slovenië |